# Санта Луча II (Козенца)
Санта Луча II је насеље у Италији у округу Козенца, региону Калабрија.
Према процени из 2011. у насељу је живело 29 становника. Насеље се налази на надморској висини од 261 м.